# Иван Сарафов
Иван Константинов Сарафов (на руски: Иван Константинович Сарафов) е опълченец-поборник, офицер от Българската армия (генерал-майор) и в Руската армия (генерал-лейтенант), участник в Сръбско-българската война (1885), Балканската война и Първата световна война. В периода 1909 – 1913 година Сарафов е командир на VII пехотна тунджанска дивизия и III пехотна балканска дивизия.

## Биография
Иван Сарафов е роден на 23 март 1856 г. в Търново. Брат е на политика Михаил Сарафов и лекаря д-р Георги Сарафов. Завършва Търновското класно училище и гимназия в Загреб.

### Руско-турска война (1877 – 1878)
През 1876 г. постъпва като доброволец в Руската армия. Участва в Руско-турската война (1877 – 1878) като опълченец в X дружина на Българското опълчение. Военно звание унтер-офицер. Командир на взвод.
През 1879 г. завършва Юнкерското пехотно училище в Одеса. На 12 април 1879 г. е произведен във военно звание подпоручик от Руската армия. На 30 август 1882 г. е повишен в звание поручик, а на 30 август 1885 г. – в капитан. Служи в милицията на Източна Румелия (6-а старозагорска дружина, 1-ва пловдивска дружина) и във войската на Княжество България: 17-а търновска дружина, 5-а тетевенска дружина. По-късно служи във Варненска № 20 пеша дружина. Според някои източници е в запас в периода от 4 август 1881 г. до 27 август 1886 г. и от 8 ноември 1886 до 27 април 1887.

### Сръбско-българска война (1885)
През Сръбско-българската война (1885) е командир на 8-и пехотен приморски полк, с който се сражава при Драгоман, Цариброд и Пирот.
Участва в преврата срещу княз Александър I Батенберг на 9 август 1886 г., след което емигрира в Русия. През 1898 г. завършва Генералщабната академия в Санкт-Петербург.
От 16 март 1900 до 19 септември 1902 г. е командир на 10-и пехотен родопски полк. На 30 декември 1903 г. с указ № 83 е създадена VIII пехотна тунджанска дивизия и полковник Сарафов е назначен за неин командир. На тази длъжност остава до 1908 г. Служи и като началник-щаб на 1-ва пехотна софийска дивизия.

### Балканска война (1912 – 1913)
По време на Балканската война е командир на 3-та пехотна балканска дивизия. Военно звание генерал-майор. Дивизията се бие храбро при Лозенград и Чаталджа. Излиза в запаса на Българската армия през 1913 г.

### Първа световна война (1915 – 1918)
Със започването на войната постъпва в Руската армия. Участва в бойните действия като командир на 103-та пехотна дивизия (от 1 юли 1915), 101-ва пехотна дивизия и 32-ри армейски корпус. На 3 юли 1915 г. е повишен в звание генерал-лейтенант от Руската армия. Излиза в запаса през 1917 г.
Между 1919 и 1920 г. е част от армията на Антон Деникин и командва последователно корпус и дивизия. След това се завръща в София. На 5 август 1920 г. преминава в опълчението.
Част от архивите му се съхраняват във фонд № 21 на Българския исторически архив в Националната библиотека „Св. св. Кирил и Методий“.

## Военни звания
- Подпоручик (12 април 1879)
- Поручик (30 август 1882)
- Капитан (30 август 1885)
- Подполковник (1893)
- Полковник (18 май 1900)
- Генерал-майор (18 май 1905)
- Генерал-лейтенант (3 юли 1915) от руската армия

## Награди
- Военен орден „За храброст“ III и IV ст., 2-ри клас
- Княжеский орден „Свети Александър“ III ст. с мечове
- Народен орден „За военна заслуга“ III ст. с военно отличие
- Орден „Стара планина“ I степен с мечове, посмъртно[5]
- Руски орден „Света Анна“ I ст. с мечове
- Орден „Свети Георги“ IV ст. (Руска империя)
- Орден „Свети Станислав“ (Руска империя)